# Werder Bremen
SV Werder Bremen is een Duitse sportclub uit de stad Bremen, waarvan vooral de voetbalafdeling bekend is maar die ook afdelingen kent voor  atletiek, handbal, schaken, tafeltennis en turnen. De club speelt sinds zijn oprichting al in de hoogste klasse, met uitzondering van twee seizoenen. Werder Bremen heeft een rivaliteit met Hamburger SV. De wedstrijd tussen deze twee clubs noemt men 'Das Nordderby'. Op nationaal vlak werd de club succesvol na de invoering van de Bundesliga. Op 27 mei 2003 werden de amateurtakken onder de naam Sport-Verein Werder von 1899 e. V. ondergebracht en ging de professionele afdeling verder als Werder Bremen GmbH & Co. KGaA. In 2021 degradeerde Werder Bremen, waardoor de club voor het eerst in veertig jaar niet in de Bundesliga zou uitkomen. In 2022 promoveerde de club alweer, waarna in het seizoen erna handhaving bewerkstelligd werd.

## Geschiedenis

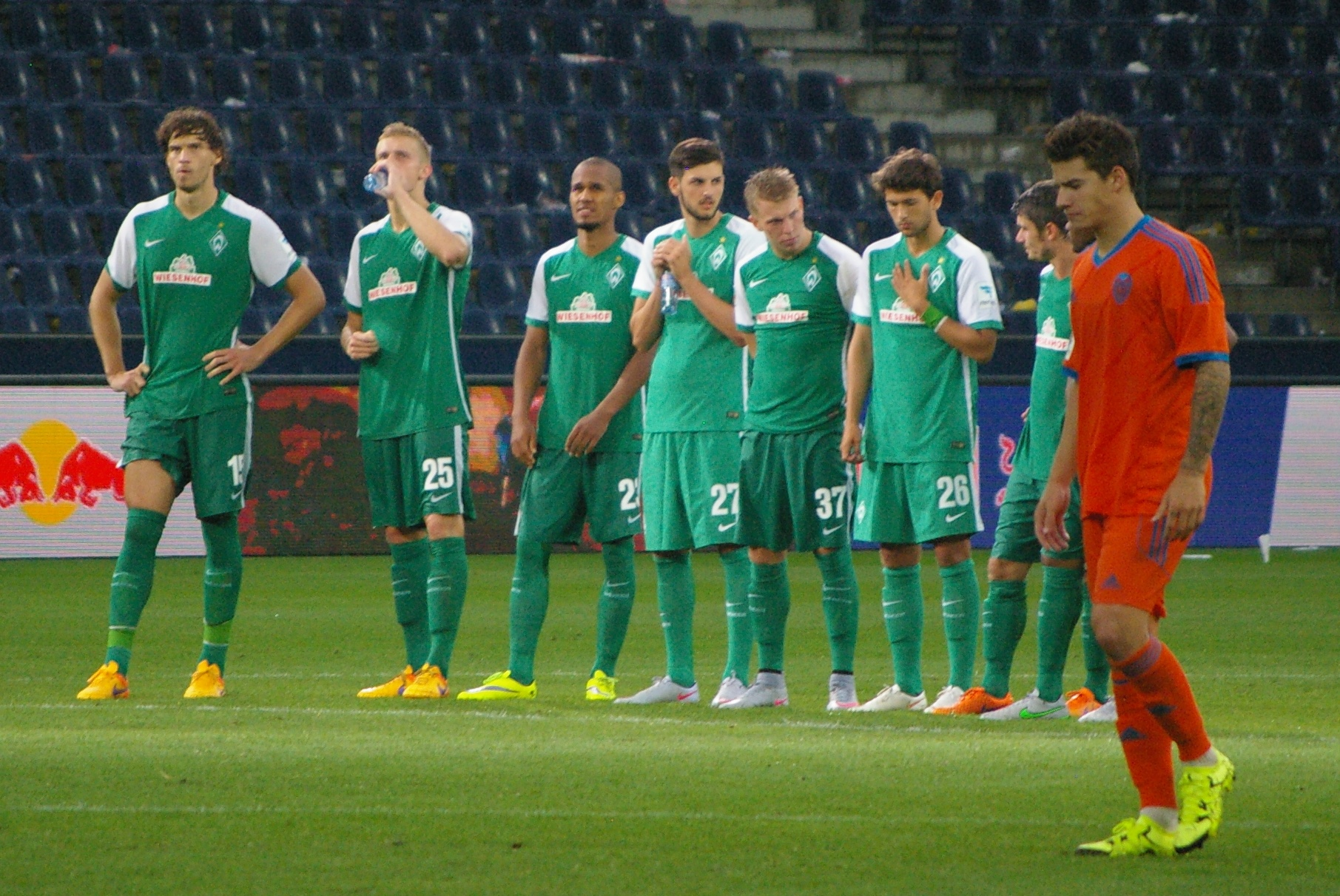
Werder Bremen in 2015

### Ontstaan tot 1933
De club werd op 4 februari 1899 opgericht als Fußballverein Werder von 1899 door een aantal 16-jarige studenten. Ze hadden bij een touwtrekwedstrijd een voetbal gewonnen en speelden er voor het eerst mee op een naburige weerd (Duits: Werder), waardoor de naam snel gekozen was. In december van dat jaar sloot de club zich bij de Bremer voetbalbond aan. De eerste seizoenen speelde de club in de lagere middenmoot, maar in 1902/03 doorbrak de club de hegemonie van Bremer SC 1891 en werd kampioen. Het tweede en derde elftal werden dat seizoen ook kampioen in de tweede en derde klasse. In 1905 was de club de eerste club uit de stad die inkom vroeg aan de toeschouwers om een wedstrijd bij te wonen. Na een nieuwe titel in 1905/06 plaatste de club zich voor de eerste editie van de Noord-Duitse eindronde. De club verloor daar in de eerste wedstrijd met 5-2 van FuCC Eintracht Braunschweig. Na enkele jaren onderbreking volgde een nieuwe titel in 1909/10, toen de club alle wedstrijden won. In de eindronde versloeg de club WSC Frisia Wilhelmshaven en Eintracht Braunschweig en bereikte voor het eerst de finale, die met 7-1 verloren werd van Holstein Kiel. In 1912/13 werd de club voor de vierde keer kampioen, maar omdat de competitie te laat eindigde was er geen deelname meer mogelijk aan de eindronde.
De Noord-Duitse voetbalbond herstructureerde de competitie en voerde één competitie in voor Noord-Duitsland. Als kampioen was Werder, en niet rivaal Bremer SC dat al vaker kampioen geworden was, geplaatst. In de zware competitie met de topteams werd Werder afgetekend laatste en kon enkel tegen Eintracht Hannover winnen. Door het uitbreken van de Eerste Wereldoorlog werd de competitie na één seizoen begraven en ging de club terug in de stadscompetitie spelen, die in 1915/16 opnieuw gewonnen werd. De volgende jaren domineerde Bremer SC 1891 opnieuw de competitie.
Na de oorlog mochten ook vrouwen lid worden van de club, die zoals een trend was in Duitsland, zich omvormde tot een sportclub en nu ook actief werd in tennis, atletiek, schaken, baseball en cricket. Hierdoor werd de naam gewijzigd in Sportverein Werder Bremen von 1899, voetbal bleef wel de belangrijkste sport. Voor de oorlog waren er zo'n 300 leden, nu al zo'n 1000.
De voetbalbond hervormde de competitie en voerde twee reeksen in voor seizoen 1920/21. Hierin eindigde de club op een gedeelde derde plaats. Het volgende seizoen werden de competitie weer verder opgedeeld en vanaf 1922 speelde de club in de competitie van Wezer-Jade. Deze competitie besloeg een gebied dat groter was dan de vroegere stadscompetitie, met clubs uit onder andere Oldenburg en Wilhelmshaven. De clubs verschoven van jaar tot jaar in de groepen Wezer en Jade. Werder werd meteen kampioen en plaatste zich voor de eindronde, waarin ze met 6-1 verloren van Arminia Hannover. Werder had dat seizoen de Hongaarse proftrainer Franz Konya aangeworven. Een tweede titel volgde in 1925/26, maar in de eindronde was Arminia Hannover opnieuw de spelbreker. Ook het volgende seizoen werd de club kampioen, al moest de club net als het voorgaande jaar in de finale van de twee groepswinnaars wel het onderspit delven. In de eindronde verloor de club deze keer van Hamburger SV. Ook na een derde titel op rij kon de club geen potten breken op interregionaal niveau door te verliezen tegen VfR 1907 Harburg. Het volgende seizoen brak er revolutie uit in Noord-Duitsland. De grote clubs, voornamelijk uit de competitie van Groot-Hamburg, vonden de vele regionale competitie slecht voor hun niveau en richtten een eigen competitie op. Daardoor werden de meeste competities dat jaar niet beëindigd. De voetbalbond deed enkele toegevingen door het aantal competities te verminderen. De groepen Wezer en Jade werden samengevoegd. Nu alle clubs uit Bremen in dezelfde reeks speelden kon Werder niet meer opboksen tegen de sterkere clubs Bremer SV 06 en VfB 1896 Komet.
Eind jaren twintig had de club haar intrek genomen in het Weserstadion. Het stadion behoorde toe aan ABTS 1891, het vroegere Bremer SC, maar de bouw van het stadion had de club in zo een financiële put geduwd dat ze het stadion moesten verkopen waarop Werder er zijn intrek in nam.

### Gauliga
Nadat de Nationaalsocialistische Duitse Arbeiderspartij aan de macht kwam in 1933 werd de competitie grondig geherstructureerd. De overkoepelende voetbalbonden werden opgedoekt en de talloze competities werden vervangen door zestien Gauliga's. Bremen werd ingedeeld in de Gauliga Niedersachsen en werd in het eerste seizoen meteen kampioen. Hierdoor plaatste er zich voor het eerst een club uit Bremen voor de eindronde om de Duitse landstitel. De zestien kampioenen werden over vier groepen van vier verdeeld en Werder werd derde in een groep met FC Schalke 04. Nadat Hannover SV 96 het volgende seizoen kampioen werd greep Werder opnieuw de macht in 1935/36. In de Duitse eindronde werd de club nu tweede achter Vorwärts-RaSpo Gleiwitz. De titel in Niedersachsen werd verlengd, maar in de eindronde moest de club het opnieuw afleggen tegen Schalke 04.
Na enkele mindere seizoenen volgde een nieuwe titel in 1941/42. De eindronde werd geherstructureerd door de perikelen in de Tweede Wereldoorlog. Er werd nu in bekervorm gespeeld. Na overwinningen op Hamborn 07 en Eimsbütteler TV werd de club in de kwartfinale gestopt door Kickers Offenbach. De Gauliga Niedersachsen werd door de oorlog nog verder opgesplitst en Werder ging in de Gauliga Weser-Ems spelen, maar kon de titel niet meer winnen. Na de oorlog werden alle Duitse voetbalclubs ontbonden. De club werd heropgericht en fuseerde meteen met de in 1933 verboden arbeidersclubs TV Vorwärts Bremen en Freie Schwimmer 1910 Bremen en nam de naam TuS Werder 1945 Bremen aan.
In 1946 werd de naam gewijzigd in SV Grün-Weiß 1899 Bremen en op 28 maart van dat jaar mocht de club ook weer de naam SV Werder Bremen aannemen. Er werd een stadscompetitie opgezet die de club won. Het volgende jaar kwam er een competitie in twee reeksen voor Niedersachsen, die ook door de club gewonnen werd.

### Bundesliga
Het eerste (mannen) voetbalelftal was een van de deelnemende teams bij de oprichting in 1963 van de Bundesliga, de hoogste klasse in het Duitse voetbal, en heeft daar slechts twee seizoenen (1980/81 - 2021/22) niet in gespeeld, en is daarmee met Hamburger SV en Bayern München de club met de meeste deelnames. Nationaal werd de club vier keer landskampioen (in 1965, 1988, 1993 en 2004) en won zes keer de DFB-Pokal (1961, 1991, 1994, 1999, 2004 en 2009). In Europa won Werder in 1992 de Europacup II
Werder Bremen drong in het seizoen 2008/2009 door tot de finale van de strijd om de UEFA Cup, maar verloor daarin op 20 mei 2009 in het Sükrü Saraç Oglu Stadion te Istanboel, met 2-1 van het Oekraïense Sjachtar Donetsk.
In het seizoen 2017/18 beleefde Werder Bremen een dramatische start. Na tien speelronden had de club nog geen wedstrijd gewonnen en stond de ploeg op de voorlaatste plaats. Op 29 oktober besloot de clubleiding om trainer Alexander Nouri te ontslaan. Hij schoof in september 2016 door van de beloftenploeg naar de hoofdmacht, na het ontslag van Viktor Skrypnyk, en leidde Werder vanuit de kelder van de Bundesliga naar de achtste plek, net niet genoeg voor Europees voetbal. Nouri werd opgevolgd door Florian Kohfeldt, de trainer van de beloften, die op interim-basis de leiding over het eerste elftal kreeg toebedeeld.

## Erelijst
| Internationaal            |    |                                            |
| European Cup Winners' Cup | 1x | 1992                                       |
| UEFA Intertoto Cup        | 1x | 1998                                       |
| Nationaal                 |    |                                            |
| Duits landskampioenschap  | 4x | 1965, 1988, 1993, 2004                     |
| 2. Bundesliga             | 1x | 1981                                       |
| DFB-Pokal                 | 6x | 1961, 1991, 1994, 1999, 2004, 2009         |
| Duitse Supercup           | 4x | 1988, 1993, 1994, 2009(onofficiële editie) |
| Ligapokal                 | 1x | 2006                                       |
| DFB Hallen Pokal          | 1x | 1989                                       |
| Kampioen Bremen           | 5x | 1903, 1906, 1910, 1913, 1916               |
| Kampioen Wezer-Jade       | 4x | 1923, 1926, 1927, 1928                     |
| Kampioen Niedersachsen    | 4x | 1934, 1936, 1937, 1942                     |

## Eerste elftal

### Selectie
| Nr.           | Naam                 | Nationaliteit | Geb. datum | Sinds | Contract | Vorige club       |
| ------------- | -------------------- | ------------- | ---------- | ----- | -------- | ----------------- |
| Doelmannen    |                      |               |            |       |          |                   |
| 25            | Markus Kolke         | Duitsland     | 18-08-1990 | 2024  |          | Hansa Rostock     |
| 30            | Mio Backhaus         | Duitsland     | 16-04-2004 | 2022  |          |                   |
| 37            | Stefan Smarkalev     | Bulgarije     | 14-05-2007 | 2025  | 2027     |                   |
| Verdedigers   |                      |               |            |       |          |                   |
| 2             | Olivier Deman        | België        | 06-04-2000 | 2023  | 2028     | Cercle            |
| 4             | Niklas Stark         | Duitsland     | 14-04-1995 | 2022  | 2026     | Hertha BSC        |
| 5             | Amos Pieper          | Duitsland     | 17-01-1998 | 2022  | 2025     | Arminia Bielefeld |
| 8             | Mitchell Weiser      | Duitsland     | 21-04-1994 | 2022  | 2024     | Bayer Leverkusen  |
| 22            | Julián Malatini      | Argentinië    | 31-05-2001 | 2024  |          | Defensa           |
| 31            | Karim Coulibaly      | Duitsland     | 23-05-2007 | 2025  |          |                   |
| 27            | Felix Agu            | Duitsland     | 27-09-1999 | 2020  | 2024     | Osnabrück         |
| 31            | Karim Coulibaly      | Duitsland     | 23-05-2007 | 2025  |          |                   |
| 32            | Marco Friedl         | Oostenrijk    | 16-03-1998 | 2019  | 2026     | Bayern München    |
| 33            | Mick Schmetgens      | Duitsland     | 09-09-2007 | 2025  | 2026     |                   |
| 31            | Maximilian Wöber     | Oostenrijk    | 04-02-1998 | 2025  | 2026     | Leeds             |
| Middenvelders |                      |               |            |       |          |                   |
| 6             | Jens Stage           | Denemarken    | 08-11-1996 | 2022  | 2026     | Kopenhagen        |
| 7             | Samuel Mbangula      | België        | 16-01-2004 | 2025  | 2030     | Juventus          |
| 10            | Leonardo Bittencourt | Duitsland     | 19-12-1993 | 2020  | 2024     | Hoffenheim        |
| 14            | Senne Lynen          | België        | 19-02-1999 | 2023  |          | Union             |
| 20            | Romano Schmid        | Oostenrijk    | 27-01-2000 | 2019  | 2025     | Red Bull Salzburg |
| 21            | Isak Hansen-Aarøen   | Noorwegen     | 22-08-2004 | 2024  | 2027     | Aalborg           |
| 24            | Patrice Čović        | Kroatië       | 25-06-2007 | 2025  |          |                   |
| 28            | Skelly Alvero        | Frankrijk     | 04-05-2002 | 2024  | 2028     | Lyon              |
| 34            | Wesley Adeh          | Duitsland     | 08-01-2007 | 2025  |          |                   |
| 35            | Leon Opitz           | Duitsland     | 11-04-2005 | 2023  |          |                   |
| 40            | Dikeni Salifou       | Togo          | 08-07-2003 | 2022  |          | Augsburg          |
| Aanvallers    |                      |               |            |       |          |                   |
| 9             | Keke Topp            | Duitsland     | 25-03-2004 | 2024  | 2028     | Schalke           |
| 11            | Justin Njinmah       | Duitsland     | 15-11-2000 | 2022  |          | Borussia Dortmund |
| 17            | Marco Grüll          | Oostenrijk    | 06-07-1998 | 2024  |          | Rapid Wien        |
| 29            | Salim Musah          | Duitsland     | 22-02-2006 | 2025  |          |                   |

Laatste update: 15 augustus 2025

### Staf
| Functie           | Naam             | Sinds | Contract | Vorige club   |
| ----------------- | ---------------- | ----- | -------- | ------------- |
| Hoofdtrainer      | Horst Steffen    | 2025  | 2028     | SV Elversberg |
| Assistent-trainer | Raphael Duarte   | 2025  |          | SV Elversberg |
| Assistent-trainer | Christian Groß   | 2025  |          | Leverkusen    |
| Keeperstrainer    | Christian Vander | 2014  |          | Duitsland –20 |

Laatste update: 15 augustus 2025

## Overige elftallen

### Tweede elftal
Het tweede elftal van Werder Bremen kwam met ingang van het seizoen 2015/2016 uit in de 3. Liga. Na het seizoen 2017/2018 degradeerde Werder Bremen II weer naar de Regionalliga Nord.

## Overzichtslijsten
| Niveau | Aantal | Periode (1947-2026)             |
| ------ | ------ | ------------------------------- |
| I      | 77     | 1947-1980, 1981-2021, 2022-.... |
| II     | 2      | 1980-1981, 2021-2022            |

### Eindklasseringen sinds 1964
- 1964 10e
Bundesliga
- 1965 1e
Bundesliga
- 1966 4e
Bundesliga
- 1967 16e
Bundesliga
- 1968 2e
Bundesliga
- 1969 9e
Bundesliga
- 1970 11e
Bundesliga
- 1971 10e
Bundesliga
- 1972 11e
Bundesliga
- 1973 11e
Bundesliga
- 1974 11e
Bundesliga
- 1975 15e
Bundesliga
- 1976 13e
Bundesliga
- 1977 11e
Bundesliga
- 1978 15e
Bundesliga
- 1979 11e
Bundesliga
- 1980 17e
Bundesliga
- 1981 1e
2. Bundesliga
- 1982 5e
Bundesliga
- 1983 2e
Bundesliga
- 1984 5e
Bundesliga
- 1985 2e
Bundesliga
- 1986 2e
Bundesliga
- 1987 5e
Bundesliga
- 1988 1e
Bundesliga
- 1989 3e
Bundesliga
- 1990 7e
Bundesliga
- 1991 3e
Bundesliga
- 1992 9e
Bundesliga
- 1993 1e
Bundesliga
- 1994 8e
Bundesliga
- 1995 2e
Bundesliga
- 1996 9e
Bundesliga
- 1997 8e
Bundesliga
- 1998 7e
Bundesliga
- 1999 13e
Bundesliga
- 2000 9e
Bundesliga
- 2001 7e
Bundesliga
- 2002 6e
Bundesliga
- 2003 6e
Bundesliga
- 2004 1e
Bundesliga
- 2005 3e
Bundesliga
- 2006 2e
Bundesliga
- 2007 3e
Bundesliga
- 2008 2e
Bundesliga
- 2009 10e
Bundesliga
- 2010 3e
Bundesliga
- 2011 13e
Bundesliga
- 2012 9e
Bundesliga
- 2013 14e
Bundesliga
- 2014 12e
Bundesliga
- 2015 10e
Bundesliga
- 2016 13e
Bundesliga
- 2017 8e
Bundesliga
- 2018 11e
Bundesliga
- 2019 8e
Bundesliga
- 2020 16e
Bundesliga
- 2021 17e
Bundesliga
- 2022 2e
2. Bundesliga
- 2023 13e
Bundesliga
- 2024 9e
Bundesliga
- 2025 8e
Bundesliga

- Niveau 1
- Niveau 2

| Legenda niveautijdlijn | Legenda niveautijdlijn      | Legenda niveautijdlijn      | Legenda niveautijdlijn      | Legenda niveautijdlijn    | Legenda niveautijdlijn |
| Liga                   | Seizoen 1963/64 t/m 1973/74 | Seizoen 1974/75 t/m 1993/94 | Seizoen 1994/95 t/m 2007/08 | Seizoen 2008/09 tot heden | Opmerking              |
| ---------------------- | --------------------------- | --------------------------- | --------------------------- | ------------------------- | ---------------------- |
| Bundesliga             | Niveau I                    | Niveau I                    | Niveau I                    | Niveau I                  |                        |
| 2. Bundesliga          | --                          | Niveau II                   | Niveau II                   | Niveau II                 |                        |
| 3. Liga                | --                          | --                          | --                          | Niveau III                |                        |
| Regionalliga           | Niveau II                   | --                          | Niveau III                  | Niveau IV                 |                        |
| Oberliga               | --                          | Niveau III *                | Niveau IV                   | Niveau V                  | * vanaf 1978/79        |

### Werder Bremen in Europa
Werder Bremen speelt sinds 1961 in diverse Europese competities. Hieronder staan de competities en in welke seizoenen de club deelnam. De editie die Werder Bremen heeft gewonnen is dik gedrukt:
- Champions League (7x)

1993/94, 2004/05, 2005/06, 2006/07, 2007/08, 2008/09, 2010/11
- Europacup I (2x)

1965/66, 1988/89
- Europa League (1x)

2009/10
- Europacup II (4x)

1961/62, 1991/92, 1992/93, 1994/95
- UEFA Cup (15x)

1982/83, 1983/84, 1984/85, 1985/86, 1986/87, 1987/88, 1989/90, 1995/96, 1998/99, 1999/00, 2000/01, 2002/03, 2006/07, 2007/08, 2008/09
- Super Cup (1x)

1992
- Intertoto Cup (5x)

1996, 1997, 1998, 2001, 2003
Bijzonderheden Europese competities:
| Bijzonderheid                 | Datum      | Tegenstander       | Uitslag | Plaats | Naam            | Aantal |
| ----------------------------- | ---------- | ------------------ | ------- | ------ | --------------- | ------ |
| Hoogste overwinning           | 03-10-2002 | Metaloerh Donetsk  | 8-0     | Bremen |                 |        |
| Hoogste nederlaag             | 08-03-2005 | Olympique Lyonnais | 2-7     | Lyon   |                 |        |
| Speler met meeste wedstrijden | 07-12-2010 |                    |         |        | Torsten Frings  | 87     |
| Speler met meeste doelpunten  | 07-12-2010 |                    |         |        | Claudio Pizarro | 29     |

UEFA Club Ranking: -- (01-08-2025)

## Bekende (oud-)Werderaner

### Spelers
- Marko Arnautović
- Tim Borowski
- Kevin De Bruyne
- Jelle Van Damme
- Diego
- Fabian Ernst
- Torsten Frings
- Miroslav Klose
- Marko Marin
- Per Mertesacker
- Mesut Özil
- Claudio Pizarro
- Thomas Schaaf
- Christian Schulz
- Rudi Völler
- Tim Wiese

#### Records
Top-5 meest gespeelde wedstrijden
| Nr. | Naam             | Land      | Positie      | Periode   | Aantal |
| --- | ---------------- | --------- | ------------ | --------- | ------ |
| 1.  | Dieter Burdenski | Duitsland | Doelman      | 1972-1988 | 581    |
| 2.  | Arnold Schütz†   | Duitsland | Verdediger   | 1955-1972 | 540    |
| 3.  | Dieter Eilts     | Duitsland | Middenvelder | 1985-2002 | 516    |
| 4.  | Karl-Heinz Kamp  | Duitsland | Verdediger   | 1970-1985 | 498    |
| 5.  | Marco Bode       | Duitsland | Middenvelder | 1989-2002 | 495    |

Top-5 doelpuntenmakers
| Nr. | Naam              | Land      | Periode                                 | Aantal |
| --- | ----------------- | --------- | --------------------------------------- | ------ |
| 1.  | Arnold Schütz†    | Duitsland | 1955-1972                               | 200    |
| 2.  | Claudio Pizarro   | Peru      | 1999-2001/2008-2012/2015-2017/2018-2020 | 153    |
| 3.  | Willi Schröder†   | Duitsland | 1955-1963                               | 146    |
| 4.  | Frank Neubarth    | Duitsland | 1982-1996                               | 141    |
| 5.  | Karl-Heinz Preuße | Duitsland | 1949-1957                               | 138    |

stand: 18-05-2025

### Trainers
- Florian Kohfeldt
- Otto Rehhagel
- Thomas Schaaf